# みんなで予防×テレ玉
『みんなで予防×テレ玉』（みんなでよぼうテレたま）は、テレビ埼玉（テレ玉）で2020年3月10日から同年4月9日まで放送されていたミニ番組である。

## 概要
新型コロナウイルスの感染が拡大していることを受け、埼玉県知事の大野元裕による県民への冷静な行動などの呼びかけや、埼玉県医師会会長の金井忠男による正しい感染予防対策を紹介し、県民に新型コロナウイルスへの正しい理解を伝える。
2020年3月9日よりCM枠として放送を開始し、3月10日から4月9日まではミニ番組として放送された。
同年4月15日から5月6日までは第二弾として、大野元裕知事のみの出演・手話通訳付きの30秒・60秒版のCMが『ニュース545』のCM枠を中心に随時放送されていた。

## 出演者
- 塩原桜（当時テレ玉アナウンサー）
- 大野元裕（埼玉県知事）
- 金井忠男（埼玉県医師会会長）

## 放送時間
- 平日 6:50 - 6:55（3月10日 - 3月19日）[注 1]
- 平日 15:00 - 15:05（3月10日 - 4月9日）[注 2]
- 土曜 20:55 - 21:00（3月14日のみ）
- 日曜 16:55 - 17:00（3月15日のみ）

なお、上記枠以外でも随時CM枠で放送される。